# Ivan Susanin (opera)
Ivan Susanin (rus. Ива́́н Суса́нин) je opera v štirih dejanjih z epilogom ruskega skladatelja Mihaila Glinke. Krstna predstava je bila 9. decembra 1836 v Sankt Petersburgu. Libreto sta spisala Vasilij Žukovski in Egor Rosen.
Opero s podobno vsebino je poprej že hotel komponirati dvorni kapelnik Caterino Cavos, vodilna osebnost v takratni peterburški glasbi, a je odstopil od dela v korist Glinke, potem ko je spoznal njegovo delo. Bil je namreč tako presunjen od njene prepričevalnosti. Na krstni predstavi je bil dirigent.
Opera sprva ni ugajala (predvsem zaradi pomislekov z ruskega dvora, saj glavna oseba ni aristokrat), vendar je sčasoma pri ljudstvu postala priljubljena. Ruski car Nikolaj I. se je celo udeležil generalke opere, v zahvalo za to pa je Glinka preimenoval opero v Življenje za Carja.
Na odru ljubljanske Opere je bilo delo zadnjič na sporedu leta 1947 v prevodu Smiljana Samca, režiji Petra Golovina in pod glasbenim vodstvom Mirka Poliča.

## Osebe
- Ivan Susanin, mužik (kmet) iz vasi Domnina - bas
- Antonida, njegova hči - mezzosopran
- Vanja, Susaninov posinovljenec - alt
- Bogdan Sobinjin, vojščak, Antonidin ženin - tenor
- ruski vojak - tenor
- Sigismund, poljski kralj
- poljski sel - bariton
- Kraljevič Vladislav
- kardinal - bariton
- nemški poslanik - tenor
- nizozemki poslanik - bas
- tatarski poslanik
- francoski poslanik
- italijanski poslanik - tenor
- Minjin - bariton
- Požarski - tenor
- kmetje in kmetice, vojaki, poljski plemiči in vitezi, balet poljskega plemstva.

## Vsebina

### Prvo dejanje
Vas Domnina v pozni jeseni leta 1612.
Kmetje s Susaninom, z Antonido in Vanjo pozdravljajo četo vojakov, ki se pripravljajo na boj z nasilnimi Poljaki. Kmetice pogostijo
branitelje domovine s kruhom, soljo in z medico. Ko se ljudstvo razide, ostane Susaninova hči Antonida sama z mislijo na svojega dragega in njuno bližnjo poroko. Susanin pove ljudstvu, da so Poljaki že zasedli prestolnico. Po reki priveslajo čolnarji in z njimi pride Antonidin zaročenec Sobinjin z vestjo, da je s svojim oddelkom razbil poljski odred. Obenem sporoči, da sta Minjin in Požarski izdala razglas, naj vstane na boj s sovražnikom. Vojska se že zbira od vseh strani. Sobinjin objame svojo nevesto, zaradi
katere je prišel, da bi se z njo še pred bojem poročil. Susanin pa ne privoli, da bi se poročila, dokler leži nad domovino nesrečna usoda.
Ljudstvo priseže, da bo branilo rodno zemljo in jo osvobodilo sovražnika.

### Drugo dejanje
Prestolna dvorana poljskega kralja Sigismunda III.
Na dvoru poljsko plemstvo slavi in pričakuje bogat plen z ruske dežele. Plemkinje nagovarjajo viteze, na jim v Rusiji nagrabijo čim več dragocenosti. Med veseljačenjem se razvije ples krakovjak, valček in mazurka. Ples prekine glasnik poljske vojske v Rusiji z novico, da sta Minjin in Požarski obkolila Moskvo. Ta vest vzbudi v Poljakih preplah. Ko pa izvedo, da je Minjin le ruski mužik, jih oholi ponos podžge, da sklenejo še temeljiteje pokončati Rusijo.

### Tretje dejanje
V Susaninovi hiši. 
Posinovljenec Vanja obuja spomin na mrtvo mater. Vstopi Susanin z novico, da je ponoči prišel v bližnje gozdove Minjin s svojo vojsko. Vanja hrepeni, da bi videl junaškega Minjina. Sosedje pridejo po narodnem običaju voščit srečo nevesti, ki se bo danes poročila. Susanin jih povabi na gostijo, na to opravi na samem v družini obred slovesa. Sobinjin se odpravi vabit svate. Ko ostane Susanin sam z Vanjo in Antonido, prihrumi v hišo četa mimoidočih Poljakov. Poljska vojska je v snegu izgubila pot, zato hočejo Poljaki Susanina prisiliti, naj jim pokaže pot v Moskvo. Susanin se upira. Poljaki mu ukažejo, naj izbira med bogato nagrado ali pa smrtjo.
Susanin se odloči za junaško dejanje. Na videz sprejme ponujeno plačilo, v resnici pa sklene popeljati poljsko vojsko v neprehodno goščavo, zamete in propad. Vanji pa veli, naj nemudno odhiti v Minjinov tabor in tam sporoči, kaj se je zgodilo. Ko se poslovi še od jokajoče hčerke, izgine s Poljaki v noč. Družice in Sobinjin najdejo le objokano nevesto. Ko Sobinjin izve za Susaninovo usodo, skliče vojake, da odhitijo Susaninu na pomoč.

### Četrto dejanje
V zasneženih gozdovih.

#### Prva slika
Vanji je konj omagal v visokem snegu. S poslednjimi močmi se fant prebija skozi gozd do Minjinovega tabora. Tam razbija z rokami po vratih, a v viharju in temni noči ga nihče ne sliši. Ko je že skoraj omagal, ga v taboru vendarle zaslišijo. Vanja pove, kako so Susanina odpeljali Poljaki in kaj mu je oče naročil. Minjinovi vojaki vzamejo Vanjo za vodnika in se odpravijo za Susaninom.

#### Druga slika
Susanin je zavedel Poljake v nepregleden in težko dostopen gozd. V Poljakih se budi sum, a Susanin jih potolaži, da bodo že ob zori videli, da so na pravi poti. Ko se utaborijo, utrujeni vojščaki hitro zaspijo. Susanin sam pri sebi naredi obračun nad življenjem. Ni mu lahko posloviti se od življenja in domačih, a preveč ljubi svojo zemljo, da bi mu bilo težko umreti za njen blagor. Nato leže še sam k poslednjemu kratkemu spancu. Proti jutru ga Poljaki zbudijo in terjajo od njega jasne besede. Susanin vidi vzhajajočo zarjo in ve, da je njegova naloga končana. Prizna jim, da jih je zapeljal v pogubo, iz katere ni rešitve. Pobesneli Poljaki ga tedaj pobijejo.

### Epilog
Na Rdečem trgu v Moskvi. 
Ljudstvo slavi končno zmago nad Poljaki. Antonida, Vanja in Sobinjin obujajo grenki spomin na Susanina, ki mu ni bilo dano dočakati zmagoslavnega dne. Vojaki in ljudstvo v spomin na padlega junaka zapojejo hvalnico zmagovalcem in ruski domovini.